# Audovera
Audovera (... – 580 circa) fu regina dei Franchi dell'Austrasia del nord-ovest, tra il 561 e il 567 circa, in quanto moglie di Chilperico I.

## Biografia
Secondo il vescovo Gregorio di Tours (536 – 597) Audovera, di cui non si conoscono gli ascendenti, fu la prima moglie di Chilperico I. 
Audovera, verso il 550 circa, sposò Chilperico, l'ultimogenito del re dei Franchi Sali della dinastia merovingia Clotario I e, sempre secondo Gregorio di Tours, della sua terza moglie, Ingonda, di cui non si conoscono gli ascendenti. 
Alla morte del suocero, nel 561, sempre secondo Gregorio di Tours e confermato anche dalle cronache del vescovo Mario di Avenches, i quattro figli di Clotario I che erano ancora in vita si divisero il regno del padre in quattro parti. A Chilperico toccò quello che era stato il regno di suo padre Clotario: il regno di Soissons), cioè l'Austrasia del nord-ovest, di cui Audovera divenne regina consorte.
Fin dall'inizio del suo regno Chilperico I si scontrò con il fratellastro Sigeberto I, re della vicina Austrasia, e approfittando del fatto che quest'ultimo era impegnato a contrastare gli Avari riuscì a conquistare Reims.
Ma, dopo avere sconfitto gli Avari, Sigeberto marciò contro Chilperico, riuscendo ad occupare Soissons, capitale del regno di Chilperico e a catturare Teodeberto, il primogenito di Audovera, che gli fu restituito, in buona salute, l'anno successivo.
Nel 566 un altro evento suscitò l'invidia di Chilperico I nei confronti di Sigeberto I: nell'ottica dell'alleanza con i Visigoti il matrimonio di quest'ultimo con la principessa Brunechilde (Mérida, circa 543 – Renève, autunno 613), figlia del re dei Visigoti di Spagna, Atanagildo e di Gosvinta dei Balti (? - 589). Brunechilde, che oltre ad essere bella e con una ricca dote, era anche intelligente ed istruita e lasciò l'arianesimo, per abbracciare la fede ortodossa.
Nel 567 Chilperico I, invidioso del fratellastro, dopo avere ripudiato la moglie, Audovera e allontanato da sé la sua concubina favorita, Fredegonda, chiese ad Atanagildo la mano di Galsuinda, la sorella maggiore di Brunechilde, che gli fu concessa.
Dopo il ripudio Audovera si ritirò in disparte, ma la terza moglie di Chilperico, l'antica concubina Fredegonda, per assicurare il trono ai suoi figli avuti da Chilperico, prendendo a pretesto il matrimonio celebrato segretamente tra Brunechilde e il secondogenito di Audovera, Meroveo, verso il 576, lo fece uccidere.
In un secondo tempo, verso il 580, fece uccidere anche Audovera e l'ultimo figlio maschio di Audovera, Clodoveo.

## Figli
Audovera diede cinque figli a Chilperico I:
- Teodeberto (circa 550-573), citato da Gregorio di Tours come figlio primogenito, fu catturato a Soissons dallo zio Sigeberto e restituito, in buona salute, al padre un anno dopo[4]. Fu ucciso in battaglia, durante la guerra civile, dopo aver devastato la Turenna
- Meroveo (?-Thérouanne 577), erede del regno di Neustria, dopo la morte del fratello, che sposò la zia, la regina madre di Austrasia Brunechilde
- Clodoveo (?-Noisy-le-Grand 580), citato da Gregorio di Tours come figlio terzogenito, dopo la morte di Meroveo, si rifugiò a Bordeaux e che fu ucciso per ordine della matrigna Fredegonda[8] e che fu sepolto accanto al fratello Meroveo in un monastero alle porte di Parigi[9], il monastero di San Vincenzo[10], che in seguito divenne famoso con il nome di Saint-Germain-des-Prés[11]
- Basina (?-dopo il] 590), che fu violentata dai servi di Fredegonda e costretta ad entrare in convento e farsi suora[8], nell'abbazia della Santa Croce di Poitiers, che rifiutò l'invito del padre a recarsi nella penisola iberica per il matrimonio con Recaredo, l'erede al trono del regno dei Visigoti [12] e che guidò una rivolta, assieme alla cugina Clotilde, figlia di Cariberto I, contro la badessa, Leubovera[13].
- Clodesinde (circa 567-?), non è citata da Gregorio di Tours, ma nel Liber Historiæ Francorum.

### Fonti primarie
- (LA)  Gregorio di Tours, Historia Francorum Testo su Wikisource.

### Letteratura storiografica
- Christian Pfister, La Gallia sotto i Franchi merovingi. Vicende storiche, in Storia del mondo medievale, Cambridge, Cambridge University Press, 1999,  pp. 688-711.